# Сарикольська селищна адміністрація
Сарико́льська селищна адміністрація (каз. Сарыкөл кенттік әкімдігі, рос. Сарыкольская поселковая администрация) — адміністративна одиниця у складі Сарикольського району Костанайської області Казахстану. Адміністративний центр та єдиний населений пункт — селище Сариколь.
Населення — 8738 осіб (2021; 9469 у 2009, 10284 у 1999, 12494 у 1989).
Станом на 1989 рік існувала Урицька селищна рада (смт Урицький).